# Аристобул IV
Вижте пояснителната страница за други личности с името Аристобул.
Аристобул IV (Aristobulos, * 35 пр.н.е., † 7 пр.н.е. в Самария) е юдейски принц от династията Иродиади, син на цар Ирод Велики и неговата втора жена Мариамна (I), принцеса от династията Хасмонеи, правнучка на царица Саломе Александра.
Аристобул е брат на Александър (* 36 пр.н.е.), Салампсио и Кипро. Александър и Аристобул дълго време са смятани за наследници на трона. През 29 пр.н.е. Ирод екзекутира майка им Мариамна, заради предполагаема изневяра. Тогава Аристобул е на около 6 години.
През 22 пр.н.е. Аристобул и по-големият му брат Александър са изпратени да учат в Рим. Там те са възпитавани първо в къщата на Гай Азиний Полион. По-късно двамата братя получават жилища директно в палата на император Август. Те остават около пет години в Рим.
През 17 пр.н.е. 18-годишният Аристобул се връща с 19-годишния си брат Александър в Йерусалим. Те искат да отмъстят за смъртта на майка им.
През 17 пр.н.е. баща му го жени за братовчедката му Береника (15 – 16-годишна), дъщеря на Саломе I (единствената сестра на Ирод Велики) и Костобар.
Двамата са родители на:
- Ирод Агрипа I (* 10 пр.н.е.; † 44 г.), от 37 г. до смъртта си цар на Юдея.
- Ирод от Халки, по-късният владетел на царство Халки (44 – 48 г.).
- Аристобул Младши († сл. 44 г.), женен за Йотапа, дъщерята на цар Сампсигерам II от Емеса
- Мариамна III, омъжва се за чичо си, етнарх Ирод Архелай.

Баща им определя през 14 пр.н.е. за свой възможен наследник най-големия си син Антипатър (син на Дорис). Заради заплануван заговор, Александър и Аристобул са осъдени в Бейрут без тяхното присъствие и одушени в Самария (Себасте) през 7 пр.н.е. Двамата братя са погребани в гробницата на царския замък в Александрейон.